# Soucht
Soucht [suxt] est une commune française du département de la Moselle en région Grand Est.
Village rural de Lorraine, du pays de Bitche et du bassin de vie de la Moselle-est, Soucht est situé à 52 km au nord-ouest de Strasbourg. Au niveau intercommunal, la municipalité est intégrée dans la communauté de communes du Pays de Bitche qui regroupe 46 localités autour de Bitche. 
En 2022, la population légale est de 1 024 habitants, appelés les Souchtois et Souchtoises.
Le village de Soucht est fondé en 1629 par Léonard Greiner qui vient y établir une verrerie. Ce sera la seule verrerie du pays de Bitche à ne pas être détruite durant la terrible guerre de Trente Ans (1618-1648) et les guerres successives du duc Charles IV de Lorraine. 
Dépendant du comté de Bitche, Soucht est à l'époque la propriété des ducs de Lorraine. Le village devient par la suite français en 1766 sous Louis XV avec le rattachement du duché de Lorraine au royaume de France. 
Comme le reste de l'Alsace-Moselle, Soucht devient allemande durant la période du Reichsland (1871-1918) puis lors de l'occupation nazie (1940-1945).

## Géographie

### Localisation
Située à l’est du département de la Moselle, la commune de Soucht appartient au pays de Bitche ; elle jouxte le département voisin du Bas-Rhin, région communément appelée Alsace Bossue. Soucht appartient au canton de Bitche et à l’arrondissement de Sarreguemines.
À vol d'oiseau, Soucht se situe à 51,7 km au nord-ouest de Strasbourg, chef-lieu de région, à 85,5 km à l'est de Metz, chef-lieu de département, à 25,7 km au sud-est de Sarreguemines, chef-lieu d'arrondissement et à 13 km au sud-ouest de Bitche, chef-lieu du canton et de la communauté de communes du Pays de Bitche.

### Communes voisines
La commune de Soucht présente la particularité de se trouver à la frontière de six états historiques du Saint-Empire :
- la seigneurie de Montbronn au nord (Montbronn) ;
- le comté de Bitche à l'est (Saint-Louis, Meisenthal et Soucht) ;
- le comté de Hanau-Lichtenberg au Dreipeterstein (territoire aujourd'hui en commune de Wingen) ;
- le comté de la Petite-Pierre au sud (Wingen, Rosteig et Volksberg après 1556) ;
- la seigneurie de Diemeringen à l'ouest (Ratzwiller et Butten avant 1422) ;
- et le comté de Sarrewerden au nord-ouest (Butten après 1422).

### Géologie et relief
Commune située dans le terroir du parc naturel régional des Vosges du Nord.
La commune se compose de 66,55 hectares de territoires artificialisés (6,17 %), 686,03 hectares de territoires agricoles (63,58 %) et 326,30 hectares de forêts et milieux semi-naturels (30,24 %).
Espaces naturels :
- Trois espaces protégés hors Natura 2000 Vosges du Nord :

Réserve de Biosphère, zone tampon,
Réserve de Biosphère, zone de transition,
Parc naturel régional.
- Un espace protégé Natura 2000 :

Cours d'eau, tourbières, rochers et forêts des Vosges du nord et souterrain de Ramstein.
- Cinq zones naturelles d'intérêt écologique, faunistique et floristique (Znieff) :

Pays de Bitche,
Gîte à chiroptères à Soucht,
Vallon de Klingenthal à Soucht,
Ruisseau Muehlgraben à Soucht,
Ruisseau Speckbronnbach et affluent à Soucht.
Système d’information pour la gestion des eaux souterraines du bassin Rhin-Meuse : Géologie : Carte géologique ; Coupes géologiques et techniques.
| Butten, Rahling        | Montbronn | Saint-Louis-lès-Bitche |
| Ratzwiller, Speckbronn | Soucht    | Meisenthal             |
| Volksberg, Neudorf     | Rosteig   | Wingen-sur-Moder       |

### Sismicité
Commune située dans une zone de sismicité 2 faible.

### Hydrographie et les eaux souterraines
La commune est située dans le bassin versant du Rhin au sein du bassin Rhin-Meuse. Elle est drainée par le ruisseau le Grentzbach, le ruisseau de Meisenthal, le ruisseau le Grosshardt et le ruisseau Speckbronnbach.
Le Grentzbach, d'une longueur totale de 21,2 km, prend sa source dans la commune de Goetzenbruck et se jette  dans l'Eichel à Waldhambach, après avoir traversé neuf communes.

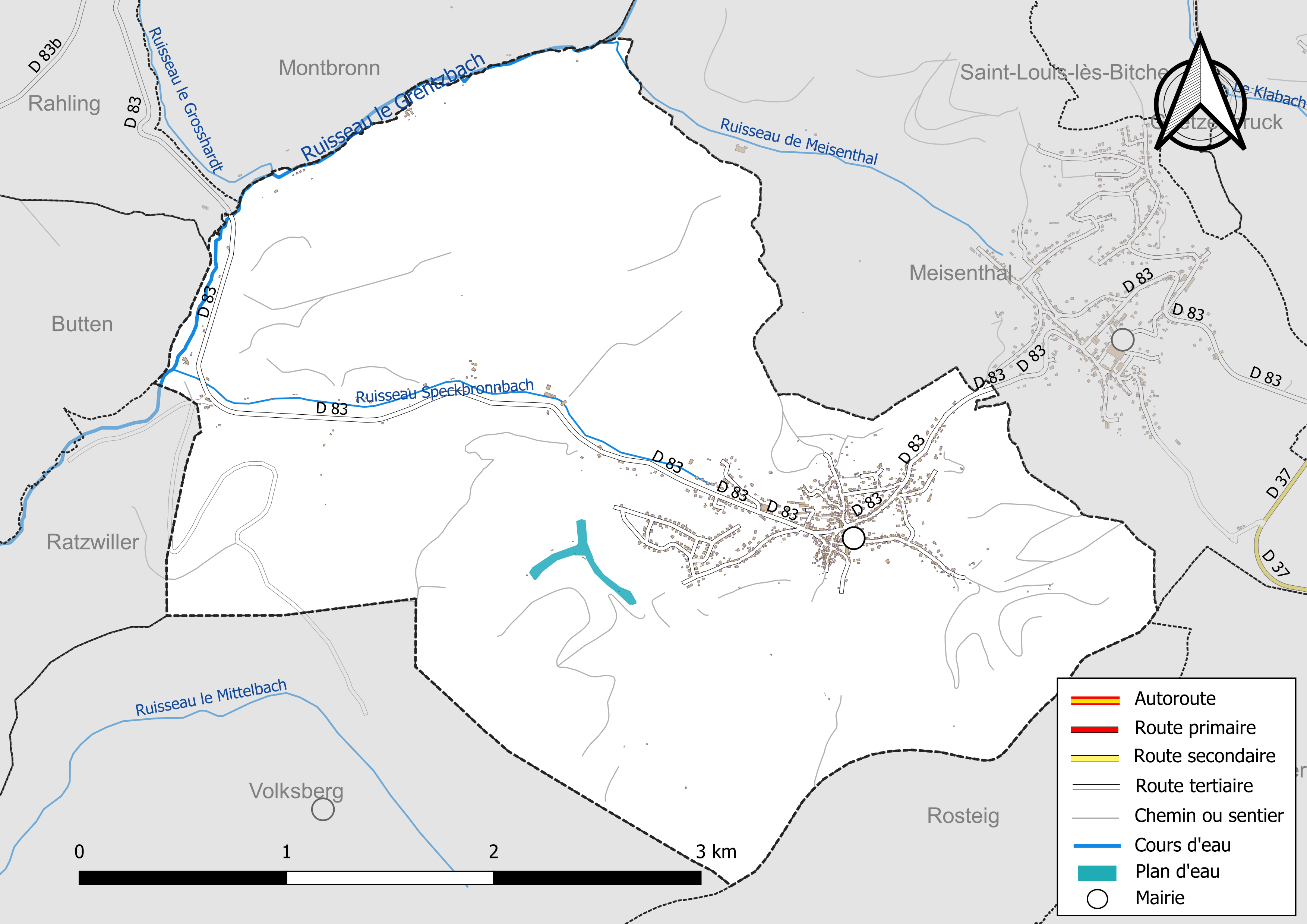
Réseaux hydrographique et routier de Soucht.

La qualité des eaux des principaux cours d’eau de la commune, notamment du ruisseau le Grentzbach, peut être consultée sur un site dédié géré par les agences de l’eau et l’Agence française pour la biodiversité.

### Climat
Pour des articles plus généraux, voir Climat du Grand Est et Climat de la Moselle.
En 2010, le climat de la commune est de type climat des marges montargnardes, selon une étude du Centre national de la recherche scientifique s'appuyant sur une série de données couvrant la période 1971-2000. En 2020, Météo-France publie une typologie des climats de la France métropolitaine dans laquelle la commune est exposée à un climat semi-continental et est dans la région climatique Vosges, caractérisée par une pluviométrie très élevée (1 500 à 2 000 mm/an) en toutes saisons et un hiver rude (moins de 1 °C).
Pour la période 1971-2000, la température annuelle moyenne est de 9,6 °C, avec une amplitude thermique annuelle de 17,2 °C. Le cumul annuel moyen de précipitations est de 961 mm, avec 12 jours de précipitations en janvier et 10,1 jours en juillet. Pour la période 1991-2020, la température moyenne annuelle observée sur la station météorologique de Météo-France la plus proche, « Mouterhouse », sur la commune de Mouterhouse à 9 km à vol d'oiseau, est de 10,1 °C et le cumul annuel moyen de précipitations est de 954,2 mm. 
La température maximale relevée sur cette station est de 40,4 °C, atteinte le 25 juillet 2019 ; la température minimale est de −23 °C, atteinte le 13 janvier 1987,,.
Les paramètres climatiques de la commune ont été estimés pour le milieu du siècle (2041-2070) selon différents scénarios d'émission de gaz à effet de serre à partir des nouvelles projections climatiques de référence DRIAS-2020. Ils sont consultables sur un site dédié publié par Météo-France en novembre 2022.

### Voies de communications et transport

#### Réseau routier
Au sud du Pays de Bitche, Soucht est assez isolé des grands axes routiers. Le village est traversé d'ouest en est par la RD 83 qui relie Kalhausen à Goetzenbruck. Cette dernière se raccorde à la RD 37 qui effectue la liaison vers Bitche via Goetzenbruck et Lemberg.
La situation de Soucht est fort éloignée de Metz, la liaison vers la capitale mosellane se fait par l’autoroute A4 via les échangeurs de Sarre-Union ou de Sarreguemines. Aussi, naturellement les habitants sont plus orientés vers l’Alsace, Haguenau n’étant distante que d’une quarantaine de kilomètres.

#### Transports en commun
Le village disposait autrefois d'une gare sur la ligne de Wingen-sur-Moder à Saint-Louis-lès-Bitche et frontière désaffectée en 1971. La ligne de chemin de fer Sarreguemines-Bitche desservait de 1869 à 2014 les gares ferroviaires des communes d'Enchenberg et Lemberg situées à proximité.  Cette ligne ferroviaire étant désaffectée depuis 2014, ces gares sont maintenant desservies par une liaison d'autocars TER Lorraine. De nos jours, la gare ferroviaire SNCF la plus proche est la gare de Wingen-sur-Moder, en service depuis 1895 sur la ligne Sarreguemines-Strasbourg.
Des ramassages vers le collège de Lemberg et vers les lycées et collège de Bitche sont organisés lors des périodes scolaires.

#### Réseau aérien
L’aéroport de Sarrebruck-Ensheim se situe à 50 km (liaison avec les grandes villes allemandes), celui de Strasbourg-Entzheim à 80 km (liaison avec les grandes villes françaises et européennes). L’aéroport international de Francfort est distant de 200 km du village. L’aéroport de Deux-Ponts (à 40 km) qui offrait des liaisons quotidiennes vers Berlin et Majorque n'est plus exploité depuis octobre 2014.

## Urbanisme

### Typologie
Au 1er janvier 2024, Soucht est catégorisée bourg rural, selon la nouvelle grille communale de densité à sept niveaux définie par l'Insee en 2022.
Elle est située hors unité urbaine et hors attraction des villes,.

### Occupation des sols
L'occupation des sols de la commune, telle qu'elle ressort de la base de données européenne d’occupation biophysique des sols Corine Land Cover (CLC), est marquée par l'importance des territoires agricoles (63,6 % en 2018), en augmentation par rapport à 1990 (0 %). La répartition détaillée en 2018 est la suivante : terres arables (63,6 %), forêts (28,4 %), zones urbanisées (6,2 %), milieux à végétation arbustive et/ou herbacée (1,8 %). L'évolution de l’occupation des sols de la commune et de ses infrastructures peut être observée sur les différentes représentations cartographiques du territoire : la carte de Cassini (XVIIIe siècle), la carte d'état-major (1820-1866) et les cartes ou photos aériennes de l'IGN pour la période actuelle (1950 à aujourd'hui).

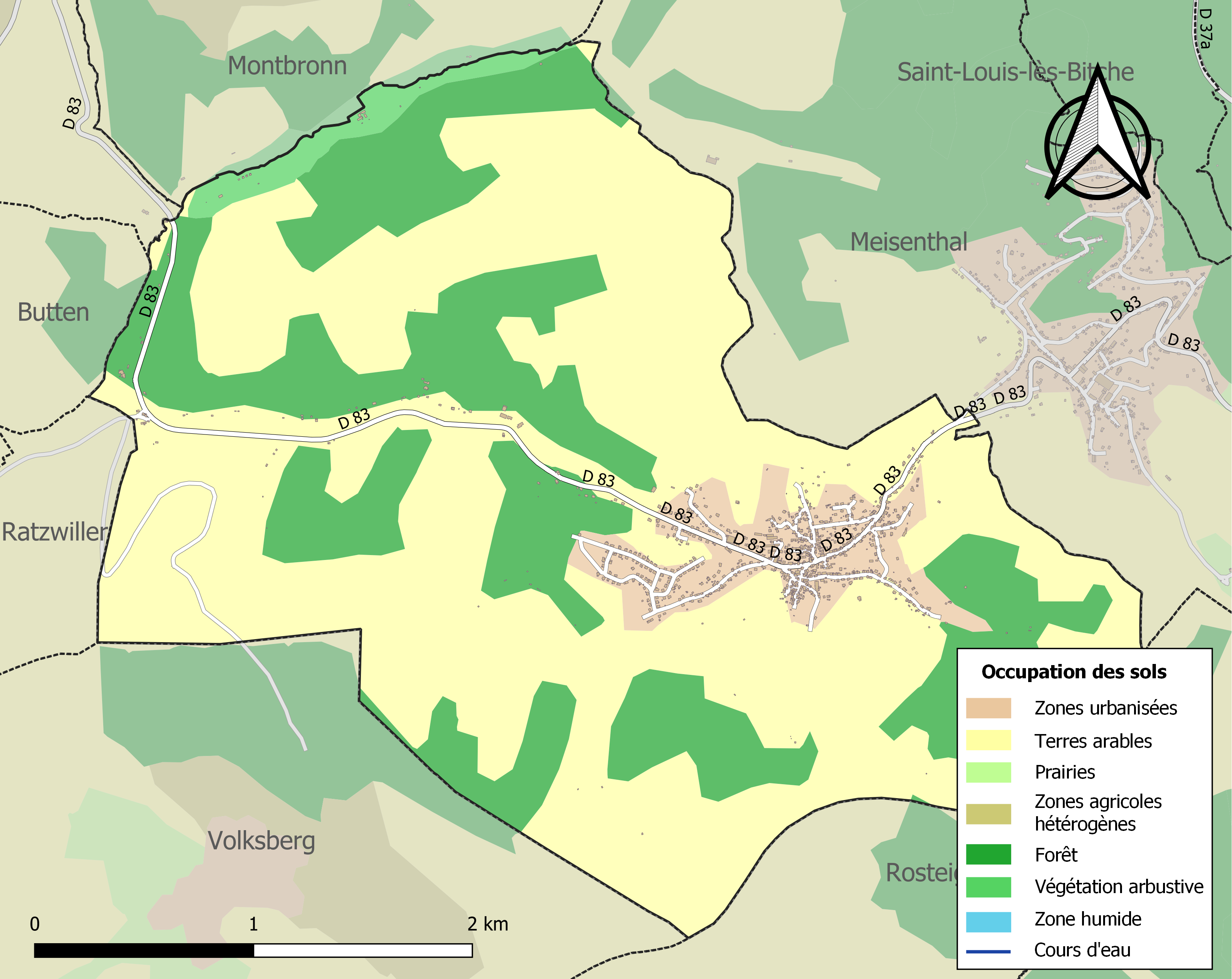
Carte des infrastructures et de l'occupation des sols de la commune en 2018 (CLC).

## Toponymie

### Soucht
- Anciennes mentions[29],[30] : Volspergers süch (1594) ; Volsberger Sucht (1629) ; La Sucht (1681) ; la verrerie de Souchtz (1751) ; Village de la Soucht (1755) ; La Souche (1756) ; La Souchtt (1779) ; Soucht (1793) ; Sucht (1801) ; Soucht (1874).
- En allemand et en francique lorrain : Sucht[31].
- Sobriquet des habitants : Suchter Klumbemacher ou Suchter Kahlenburger, « les sabotiers de Soucht » ou « les Kahlenbourgeois de Soucht ». Le premier sobriquet vient du long passé de sabotier du village de Soucht, qui en est même la capitale lorraine au début du XXe siècle. Le deuxième, vient du nom d'un village disparu situé entre Rosteig et Wingen, Kahlenberg ou Kallemberg, dont on suppose que les premiers habitants de Soucht étaient originaires[32].

### Écarts
- Speckbronn, hameau à l'ouest du village.
- Neudorf (ou Neudorff), ancien écart correspondant aujourd'hui au lotissement du village.
- Oligmuehle ou Katzenkopfer Muehle, ancien moulin au nord de la commune.
- Aneckersmuehle, Paulusmuehle ou encore Stockhofer Muehle, moulin au nord de la commune, sur l'ancien ban d'Eidenheim.
- Suchter Muehle, « moulin de Soucht », ancien moulin sur la D 83 à l'ouest du village.

### Lieux-dits
Reflet du long passé linguistique allemand du pays de Bitche, les micro-toponymes ruraux (ou lieux-dits cadastraux) ne sont pas en français mais en allemand. On compte notamment :

## Histoire

### Époque de la verrerie (1629-1700)
Si la verrerie de Speckbronn (« la fontaine installée sur des terres grasses ») est créée vers la fin du XVe siècle, la fondation de La Soucht est beaucoup plus tardive puisque le village se développe autour d'une verrerie fondée en 1629 par Léonard Greiner, un verrier qui vient de Münzthal, berceau du futur village de Saint-Louis-lès-Bitche. La fondation de Soucht n’a donc pas tiré son origine de Speckbronn comme Georges Walter le dit, même s’il est naturellement possible que quelques verriers soient également venus de là.
Au XVIIe siècle, en accordant l'autorisation de fonder la verrerie, le comte de Deux-Ponts-Bitche aurait indiqué comme emplacement : « Sucht! » (cherchez !), ce qui expliquerait le nom du village. La verrerie de Soucht est par ailleurs la seule verrerie du pays de Bitche à ne pas être détruite durant la terrible guerre de Trente Ans (1618-1648) et les guerres successives du duc Charles IV.
L'établissement de La Soucht prit un caractère plus stable que celui qu'avaient conservé jusqu'alors les manufactures du verre du pays. Dès l'origine de leur installation, ses ouvriers avaient consacré une simple chambre à l'exercice du culte. Mais, en 1659, une petite chapelle, pouvant contenir une trentaine de personnes, est érigée aux frais des verriers et des bûcherons. Moins de dix années plus tard, la prospérité de l'usine avait rendue la chapelle insuffisante, et en 1668, elle est remplacée par un édifice plus considérable auquel était adossée une petite maison d'école.
Ce n'est qu'en 1681 qu'est mentionnée sous sa forme actuelle la Sucht, une pièce de terre rectangulaire en forme de taie d'oreiller.
En 1700, par manque de bois, les feux sont éteints et de nouvelles verreries installées ailleurs dans le pays de Bitche, les verriers se transportent alors sur le nouveau site voisin de Meisenthal.

### DuXVIIIeà nos jours

Le découpage administratif du district de Bitche en 1790.

En 1790, le village, qui vient de devenir une commune du département de la Moselle, a pour annexes : les hameaux de Speckbronn et de Neudorff, les moulins Ohligmühl et Souchtmühl et la cense d'Aneckersmühl.
Au même moment est créé le district de Bitche, qui se heurte au clergé et sème la terreur dans la contrée. Les impôts sont difficiles à supporter. En 1800, le district est éclaté en trois cantons (Bitche, Volmunster et Rohrbach), qui sont rattachés à l’arrondissement de Sarreguemines. Le pays de Bitche perd alors neuf siècles d’unité, et le « repliement » (c’est-à-dire le départ de l’élite locale) s’amorce.
En 1895, des chantiers sont ouverts sur la commune pour construire une ligne de chemin de fer et le 21 juillet 1897 la ligne de Wingen-sur-Moder à Saint-Louis-lès-Bitche et frontière est ouverte à l'exploitation ainsi que la gare de Soucht par la Direction générale impériale des chemins de fer d'Alsace-Lorraine (EL). Elle va notamment être utilisée pour l'envoi de la production des sabotiers (elle est fermée au voyageurs en 1969 et aux marchandises en 1971).
Soucht, petit village forestier, est la capitale du sabot lorrain au début du XXe siècle. Le village compte encore plus de 60 sabotiers avant la Seconde Guerre mondiale. C'est pour ces raisons que se trouve aujourd'hui un musée du Sabotier dans la localité, établi en 1985.

Soucht dans les années 1900.
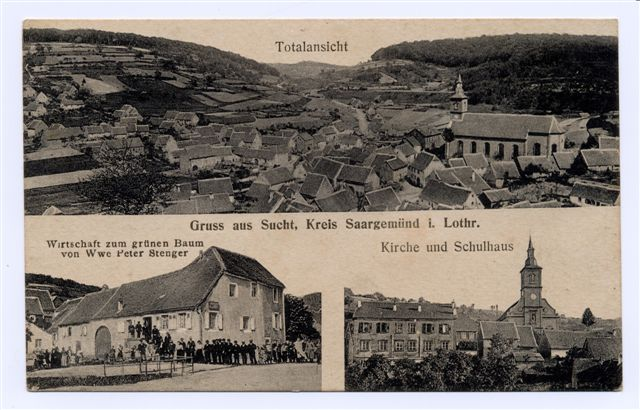
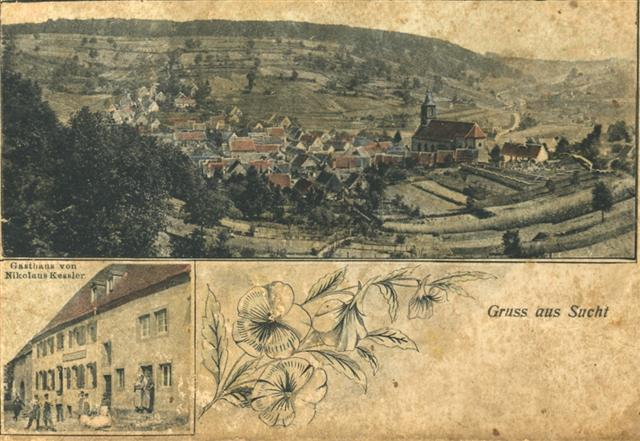

## Politique et administration

### Situation administrative

Situation de Soucht (rouge) au sein du canton de Bitche (gris).

Depuis 1802, Soucht est rattachée à l'arrondissement de Sarreguemines. La commune dépend de la cinquième circonscription de Moselle.
De 1790 à 1802, Soucht a fait partie de l'éphémère canton de Lemberg du district de Bitche. De cette date à 2014, Soucht était l'une des quinze communes du canton de Rohrbach-lès-Bitche. Depuis le redécoupage cantonal de 2014, la commune dépend désormais du canton de Bitche (46 communes pour près de 35 000 habitants). Selon le principe de parité, deux conseillers départementaux - une femme, un homme - sont nécessairement issus des suffrages. À la suite des élections départementales des 22 et 29 mars 2015, les représentants auprès du conseil départemental de la Moselle sont Anne Mazuy-Harter (DVD) et David Suck (UDI), ancien vice-président du conseil général.

### Instances judiciaires et administratives
Dans le ressort de la Cour d'appel de Metz, Soucht relève du tribunal de grande instance, du tribunal d'instance, du tribunal pour enfants et du bureau foncier de Sarreguemines, de la Cour d'Assises de Moselle, du tribunal administratif de Strasbourg et de la cour administrative d'appel de Nancy.
La commune se trouve dans la circonscription de gendarmerie de la communauté de brigades (COB) de Bitche.

### Intercommunalité

Situation de la C.C. du Pays de Bitche (rouge) au sein de la Moselle (gris).

Soucht fait partie de la communauté de communes du Pays de Bitche (CCPB) qui regroupe en son sein quarante-six communes situées autour de Bitche. Depuis 2009, cette institution est présidée par Francis Vogt, conseiller municipal de Bitche. Les deux délégués de Soucht pour cette structure intercommunale sont le maire Claude Feisthauer et la conseillère municipale Christelle Burgun.
Parmi ses nombreuses compétences, la CCPB gère le musée du Sabotier, le gymnase et le plateau sportif du collège de Lemberg, le gymnase et le plateau sportif du collège Kieffer de Bitche, La piscine et la médiathèque Rocca de Bitche, le site du Simserhof au Légeret, le site verrier de Meisenthal, le site du moulin d'Eschviller, la collecte des ordures ménagères, l’entretien des cours d’eau et le développement touristique. Le siège administratif et les bureaux de la CCPB se situent à Bitche, au 4 rue du Général-Stuhl.

### Tendances politiques et résultats

#### Élections présidentielles
Lors du second tour de l'élection présidentielle de 2002, Jacques Chirac, RPR, élu, avait obtenu à Soucht 80,48 % des suffrages et Jean-Marie Le Pen, FN, 19,52 % des suffrages ; le taux de participation était de 80,70 %.
Cinq ans plus tard, lors du second tour de l'élection présidentielle de 2007, Nicolas Sarkozy, UMP, élu, avait obtenu à Soucht 57,67 % des suffrages et Ségolène Royal, PS, 42,33 % des suffrages ; le taux de participation était de 84,29 %.
Cinq ans plus tard, lors du second tour de l'élection présidentielle de 2012, François Hollande, PS, élu, avait recueilli 42,23 % des suffrages et Nicolas Sarkozy, UMP, 57,77 % des suffrages ; le taux de participation était de 80,16 %.

### Liste des maires
| Période                                  | Période   | Identité          | Étiquette | Qualité                             |
| ---------------------------------------- | --------- | ----------------- | --------- | ----------------------------------- |
| Les données manquantes sont à compléter. |           |                   |           |                                     |
| mars 1995                                | mars 2008 | Joseph Krebs      | NC        | NC                                  |
| mars 2008                                | mai 2020  | Claude Feisthauer | NC        | NC                                  |
| mai 2020                                 | En cours  | Christelle Meyer  |           | Professeur, profession scientifique |

### Budget et fiscalité 2023
En 2023, le budget de la commune était constitué ainsi :
- total des produits de fonctionnement : 983 000 €, soit 929 € par habitant ;
- total des charges de fonctionnement : 865 000 €, soit 818 € par habitant ;
- total des ressources d'investissement : 142 000 €, soit 134 € par habitant ;
- total des emplois d'investissement : 457 000 €, soit 432 € par habitant ;
- endettement : 839 000 €, soit 793 € par habitant.

Avec les taux de fiscalité suivants :
- taxe d'habitation : 12,69 % ;
- taxe foncière sur les propriétés bâties : 25,06 % ;
- taxe foncière sur les propriétés non bâties : 89,34 % ;
- taxe additionnelle à la taxe foncière sur les propriétés non bâties : 0,00 % ;
- cotisation foncière des entreprises : 0,00 %.

Chiffres clés Revenus et pauvreté des ménages en 2021 : médiane en 2021 du revenu disponible, par unité de consommation : 23 860 €.

### Rattachements géographiques
- 1604–1736 :  Saint-Empire romain germanique
  -  duché de Lorraine, bailliage d'Allemagne et comté de Bitche
- 1736-1766 :  duché de Lorraine
  - 1736-1751 : Bailliage d'Allemagne et comté de Bitche
  - 1751-1766 : Bailliage de Bitche
- 1766–1791 :   Royaume de France
  -  Grand-gouvernement de Lorraine-et-Barrois et bailliage de Bitche
- 1791-1871 :  France
  - 1791-1802 :  département de la Moselle et canton de Lemberg
  - 1802-1871 :  département de la Moselle et canton de Rohrbach-lès-Bitche
- 1871–1918 :  Empire allemand
  -  Alsace-Lorraine, district de Lorraine et arrondissement de Sarreguemines
- 1918–1940 :  France
  -  département de la Moselle et canton de Rohrbach-lès-Bitche
- 1940–1945 :  Allemagne nazie
  - Gau Westmark, CdZ-Gebiet Lothringen et arrondissement de Sarreguemines
- depuis 1945 :  France
  - 1945-2015 :  région Lorraine,  département de la Moselle et canton de Rohrbach-lès-Bitche
  - depuis 2016 :  région Grand Est,  département de la Moselle et canton de Bitche

## Population et société

### Démographie
L'évolution du nombre d'habitants est connue à travers les recensements de la population effectués dans la commune depuis 1793. Pour les communes de moins de 10 000 habitants, une enquête de recensement portant sur toute la population est réalisée tous les cinq ans, les populations de référence des années intermédiaires étant quant à elles estimées par interpolation ou extrapolation. Pour la commune, le premier recensement exhaustif entrant dans le cadre du nouveau dispositif a été réalisé en 2008.

En 2022, la commune comptait 1 024 habitants, en évolution de −2,66 % par rapport à 2016 (Moselle : +0,52 %, France hors Mayotte : +2,11 %).
| 1793 | 1800 | 1806 | 1821 | 1836 | 1841  | 1861  | 1866  | 1871  |
| ---- | ---- | ---- | ---- | ---- | ----- | ----- | ----- | ----- |
| 620  | 622  | 781  | 839  | 997  | 1 017 | 1 201 | 1 074 | 1 051 |

| 1875 | 1880 | 1885 | 1890 | 1895  | 1900  | 1905  | 1910  | 1921  |
| ---- | ---- | ---- | ---- | ----- | ----- | ----- | ----- | ----- |
| 994  | 950  | 921  | 943  | 1 107 | 1 019 | 1 056 | 1 106 | 1 049 |

| 1926  | 1931 | 1936  | 1946  | 1954  | 1962  | 1968  | 1975  | 1982  |
| ----- | ---- | ----- | ----- | ----- | ----- | ----- | ----- | ----- |
| 1 016 | 999  | 1 025 | 1 059 | 1 060 | 1 231 | 1 304 | 1 318 | 1 304 |

| 1990  | 1999  | 2006  | 2008  | 2013  | 2018  | 2022  | - | - |
| ----- | ----- | ----- | ----- | ----- | ----- | ----- | - | - |
| 1 255 | 1 188 | 1 181 | 1 179 | 1 080 | 1 046 | 1 024 | - | - |

### Enseignement
La commune de Soucht est rattachée à l'académie de Nancy-Metz. Cette académie fait partie de la zone B pour son calendrier de vacances scolaires, et cela depuis le redécoupage des régions françaises de 2015. Avant, elle faisait partie de la zone A.
Le village dispose de deux écoles, une école maternelle (trois niveaux), et une école primaire (trois classes pour cinq niveaux).
Les élèves vont ensuite au collège La Paraison de Lemberg. Pour poursuivre leurs études en lycée, les jeunes Souchtois se rendent principalement à Bitche ou à Sarreguemines.

### Médias

Le logo du Républicain lorrain.

Le Républicain lorrain est un quotidien régional d’information dont le siège social se situe à Metz. Dans son édition de Sarreguemines-Bitche, il consacre régulièrement des articles à l’actualité communale.
Dans le domaine des médias audiovisuels, trois chaînes de télévision sont accessibles aux habitants de Soucht et relaient les informations locales : France 3 Lorraine, Mosaïk et TV Cristal. Parmi les nombreuses stations de radio disponibles, on peut citer Radio Studio 1 et Radio Mélodie, basées respectivement à Bitche et à Sarreguemines, ainsi que Radio Salü, radio de langue allemande basée à Sarrebruck.

### Santé
Professionnels et établissements de santé :
- Médecins à  Soucht, Montbronn, Goetzenbruck, Lemberg, Enchenberg, Wingen-sur-Moder, Wimmenau, Petit-Réderching, Rohrbach-lès-Bitche, La Petite-Pierre, Diemeringen, Bitche,
- Pharmacies à Montbronn, Goetzenbruck, Lemberg, Wingen-sur-Moder, Rohrbach-lès-Bitche,
- Hôpitaux à Bitche, Ingwiller, Sarre-Union, Niederbronn-les-Bains.

### Cultes
- Culte catholique, communauté de paroisses de Saint-Laurent du Pays du Verre. Archiprêtré de Rohrbach-les-Bitche[58], diocèse de Metz.

## Économie

### Entreprises et commerces

#### Agriculture-Aquaculture
- Autres cultures non permanentes.
- Élevage d'autres animaux.
- Aquaculture en eau douce.

#### Tourisme
- Hôtel et Gîtes de France à Meisenthal, Soucht.
- Restauration à Vingen-sur-Moder, Meisenthal.

#### Commerces
- Commerces et services de proximité[59].

## Culture locale et patrimoine

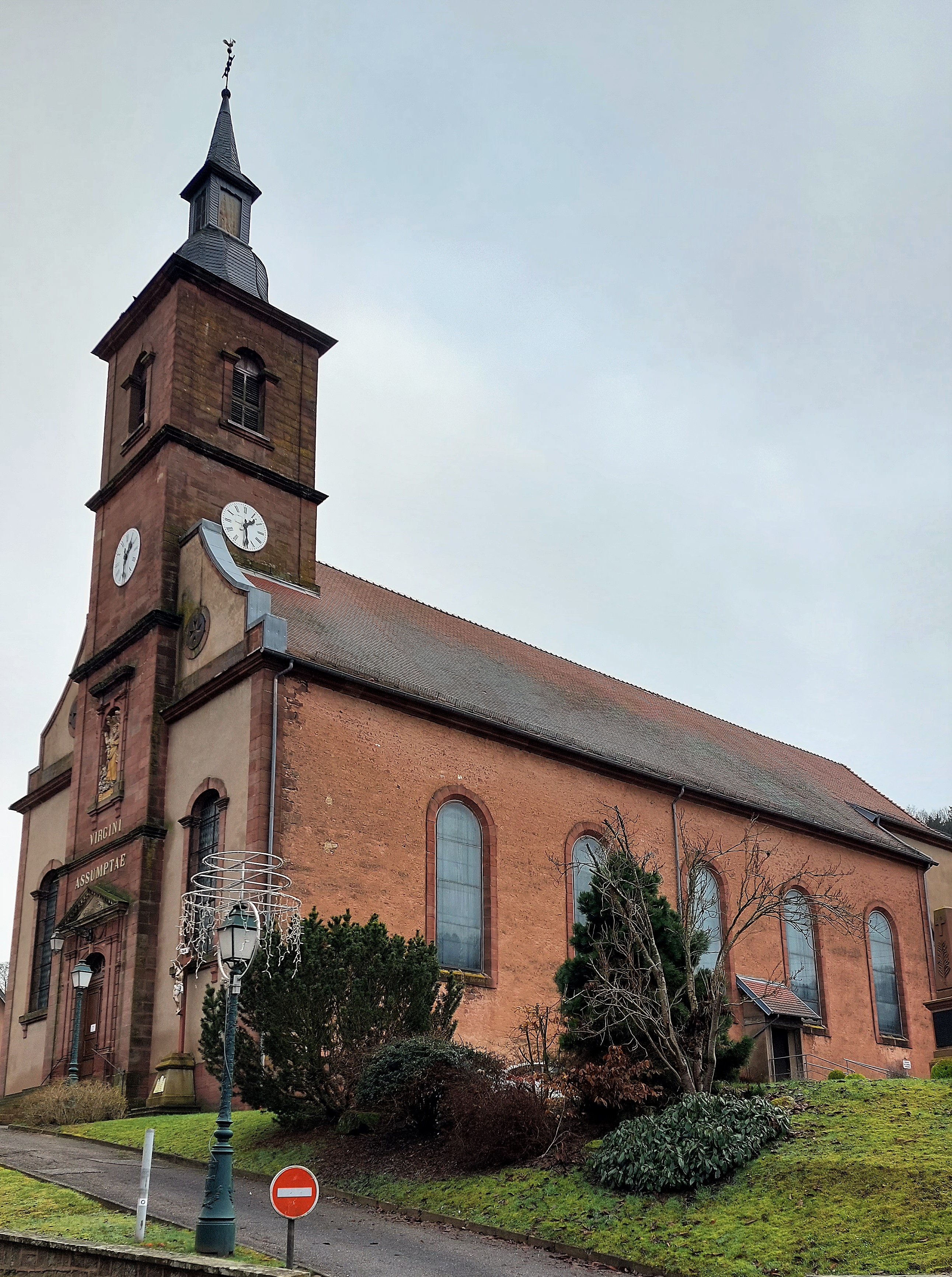
Église de l'Assomption-de-la-Vierge.
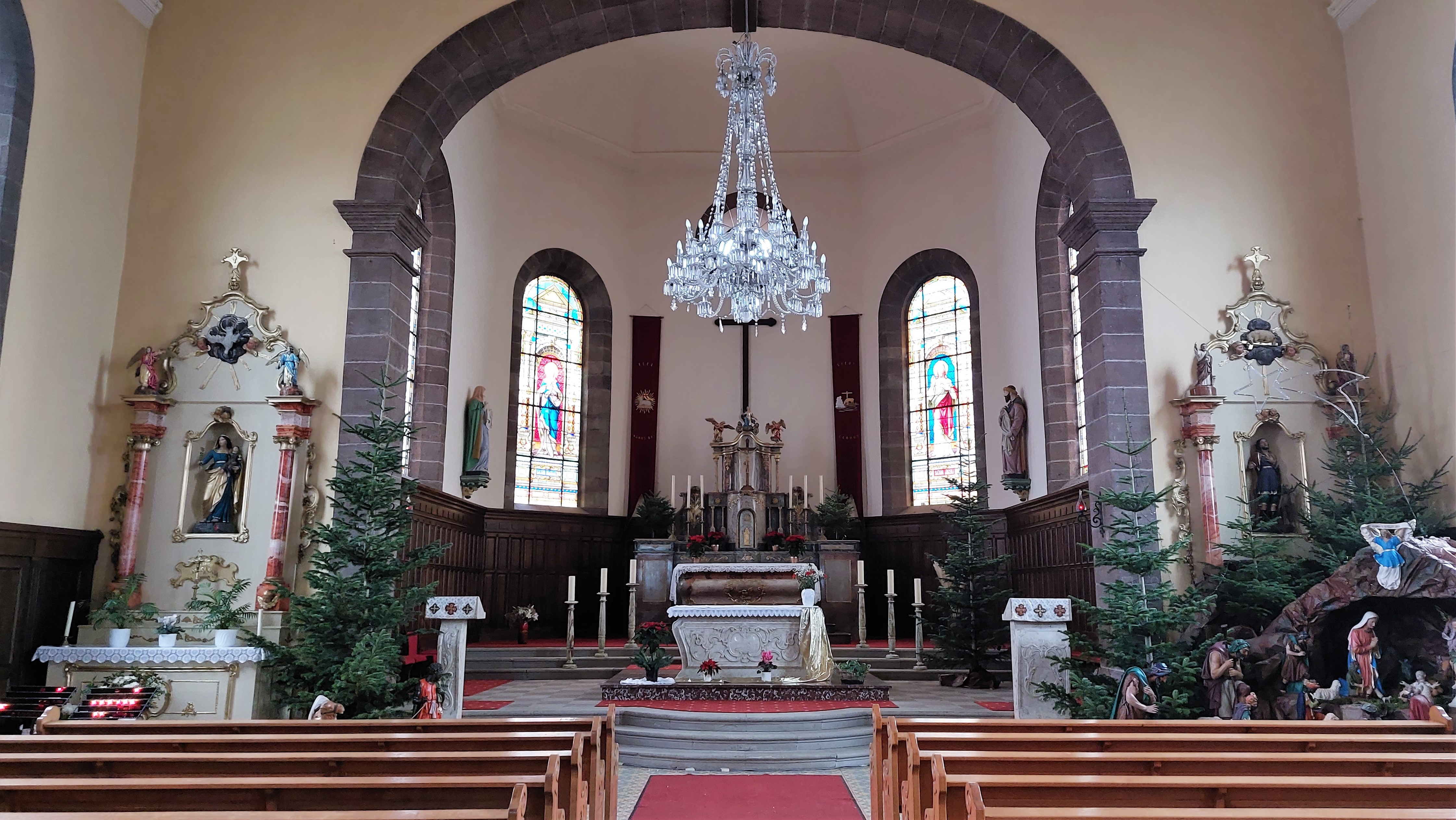
Intérieur de l'église de l'Assomption-de la-Vierge.
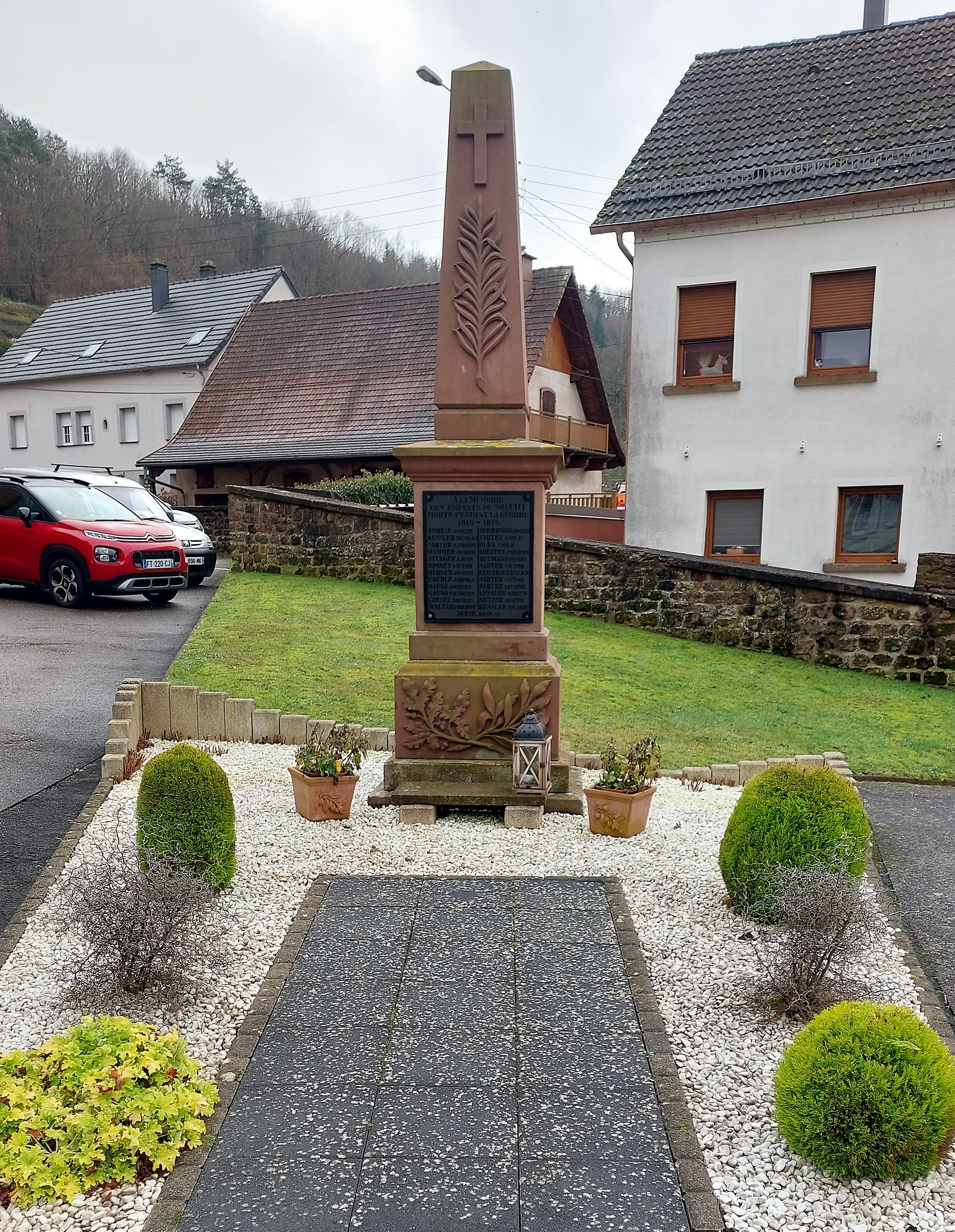
Monument aux morts.
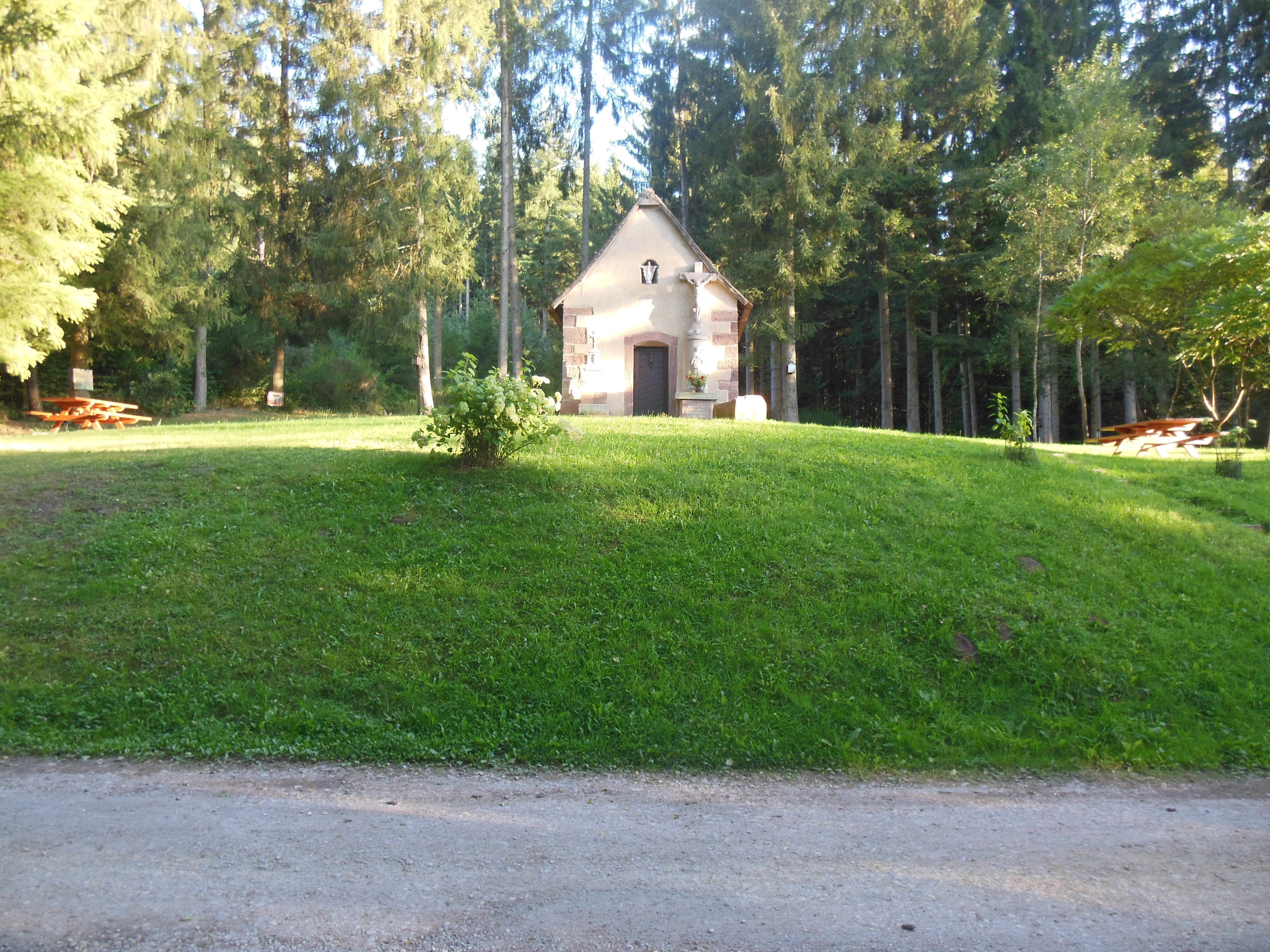
La chapelle dite Pauluskapelle,  XIXe siècle en limite de l'ancien ban d'Eidenheim.

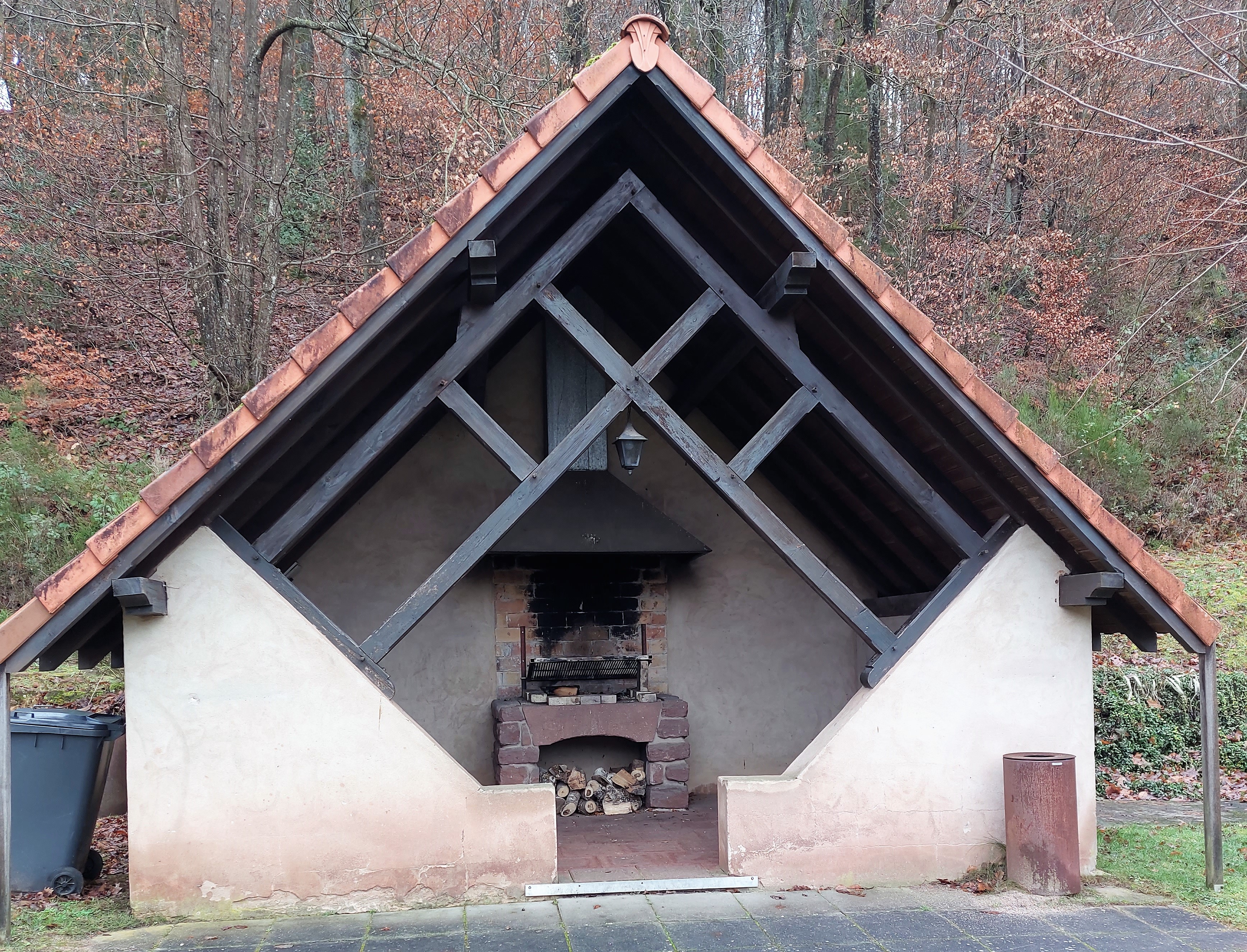
Intérieur du musée.
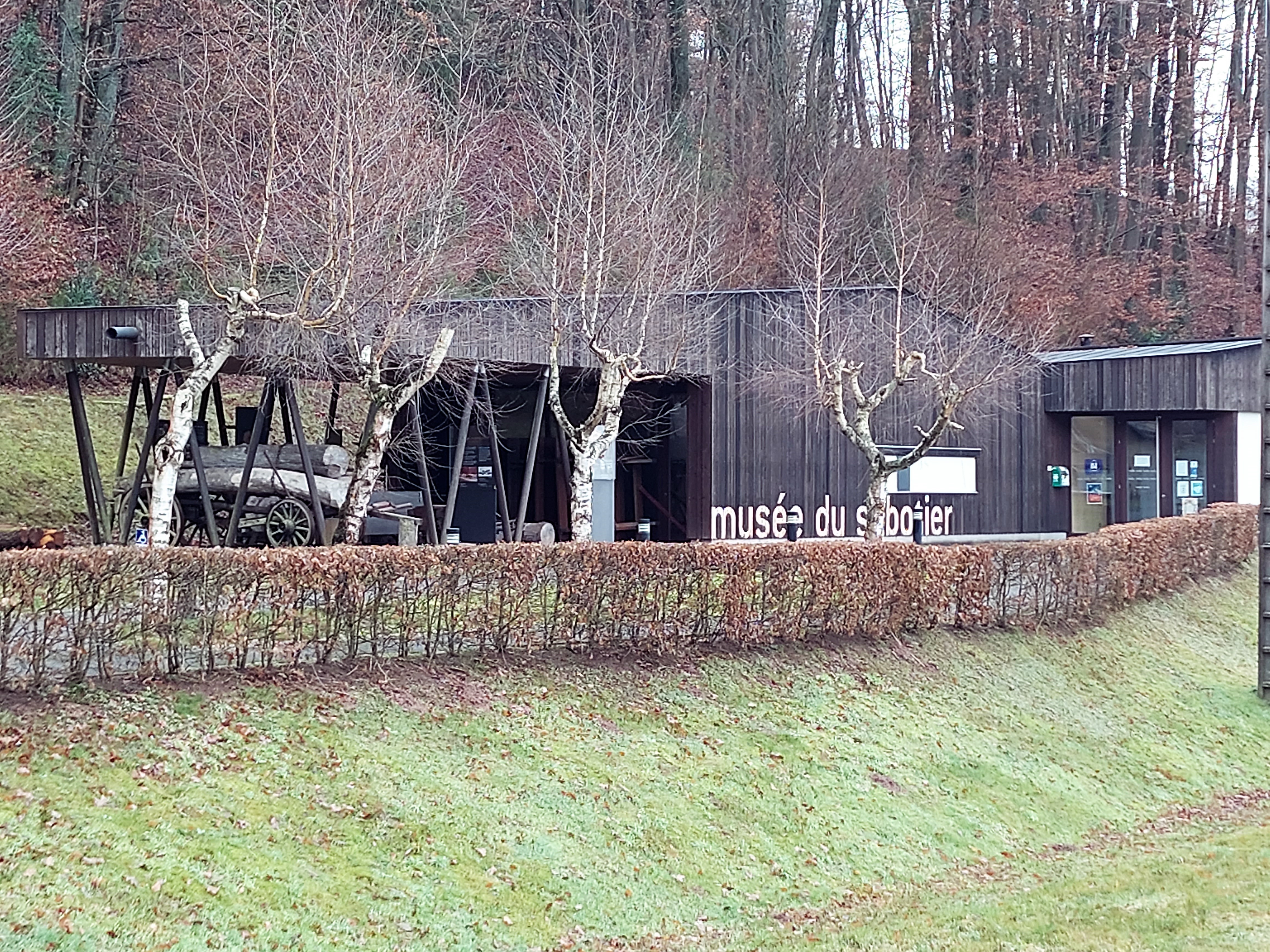
Musée du sabotier.
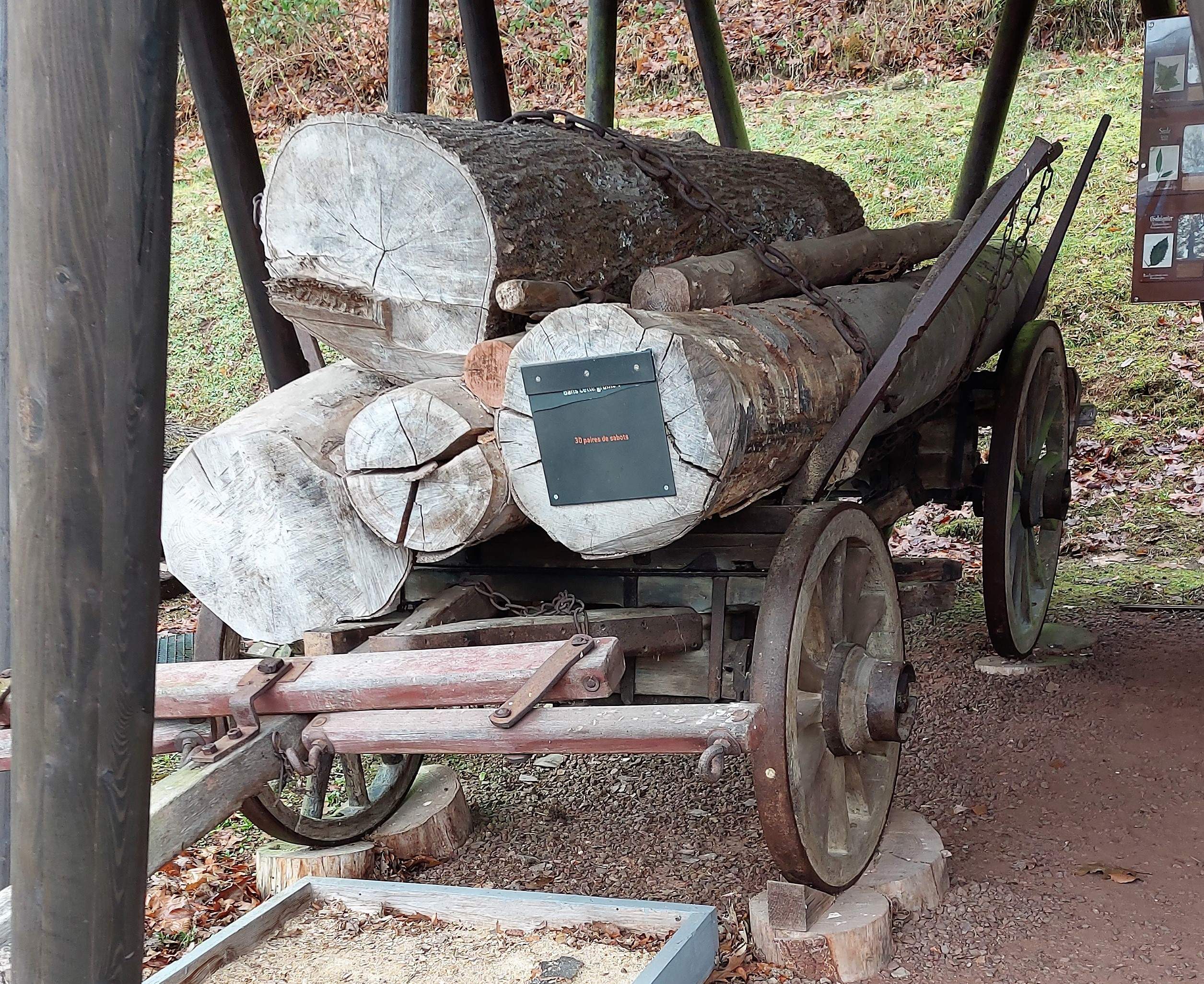
Éléments mobilier du musée du sabotier.
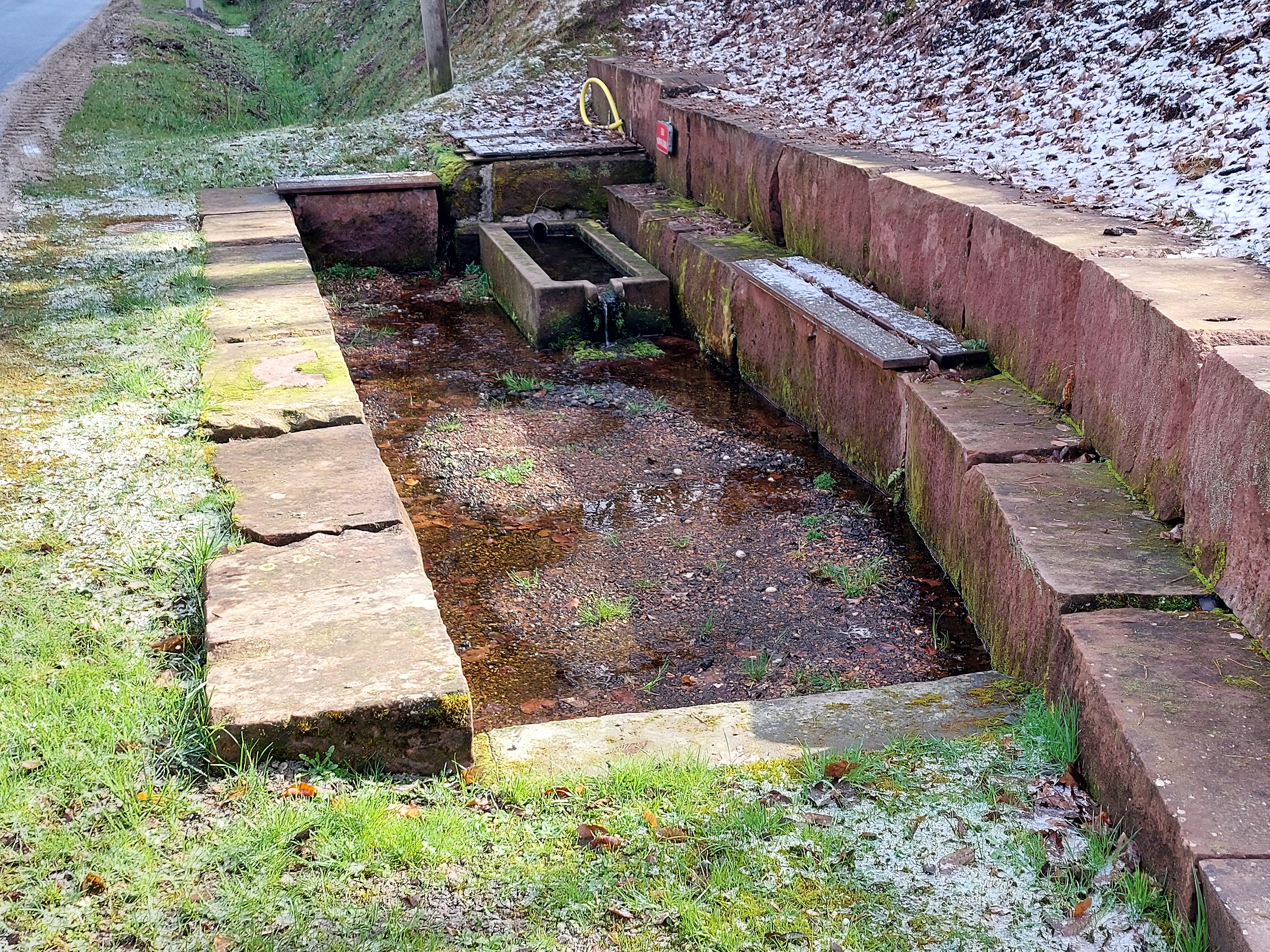
Fontaine rue de Montbronn.

### Lieux et monuments
Patrimoine religieux :
- Chapelle des Quatorze-Saints-Auxiliaires, dite Pauluskapelle[60],[61],[62],[63].

Chemin des Hergötte, conduisant à la chapelle, avec les statuettes en terre cuite des Saints Auxiliaires. Beaux vitraux de la vie de saint Paul.

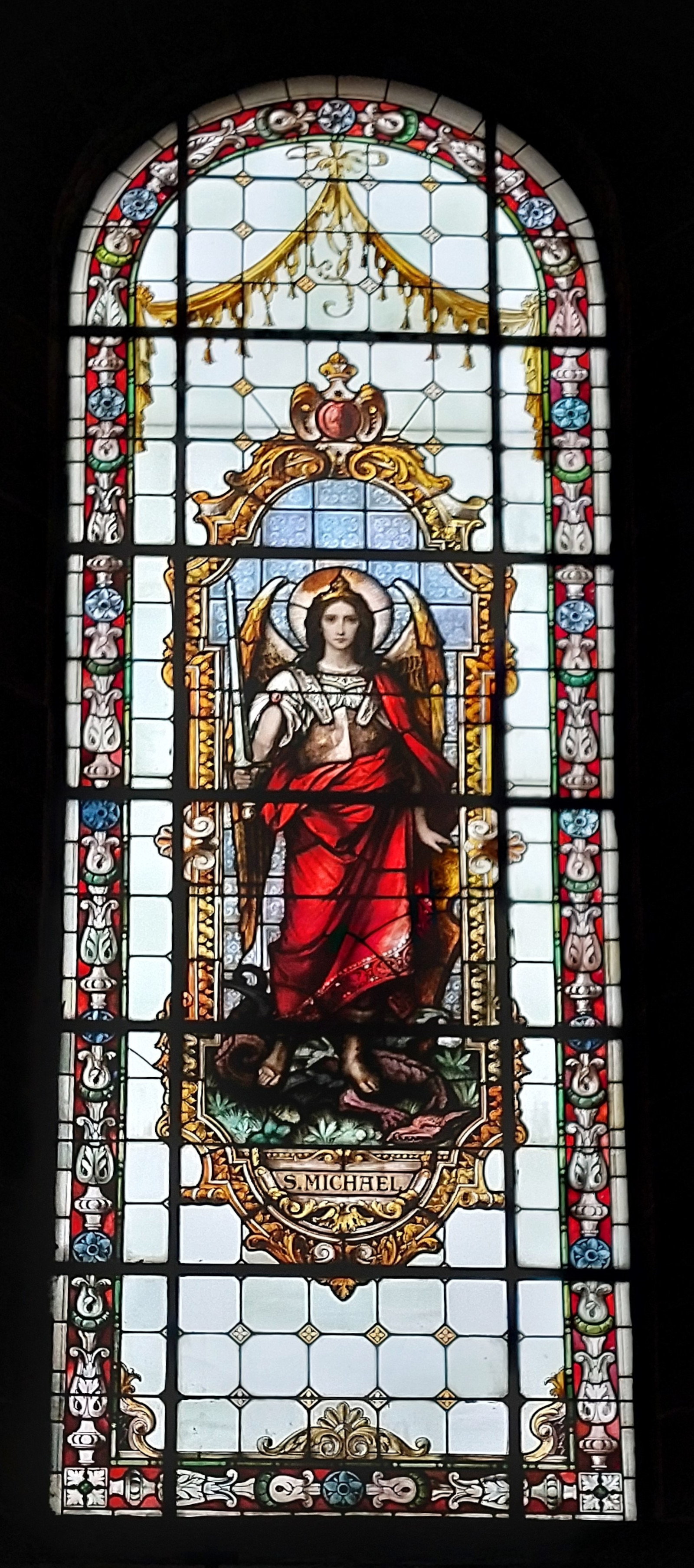
Verrières hagiographiques.

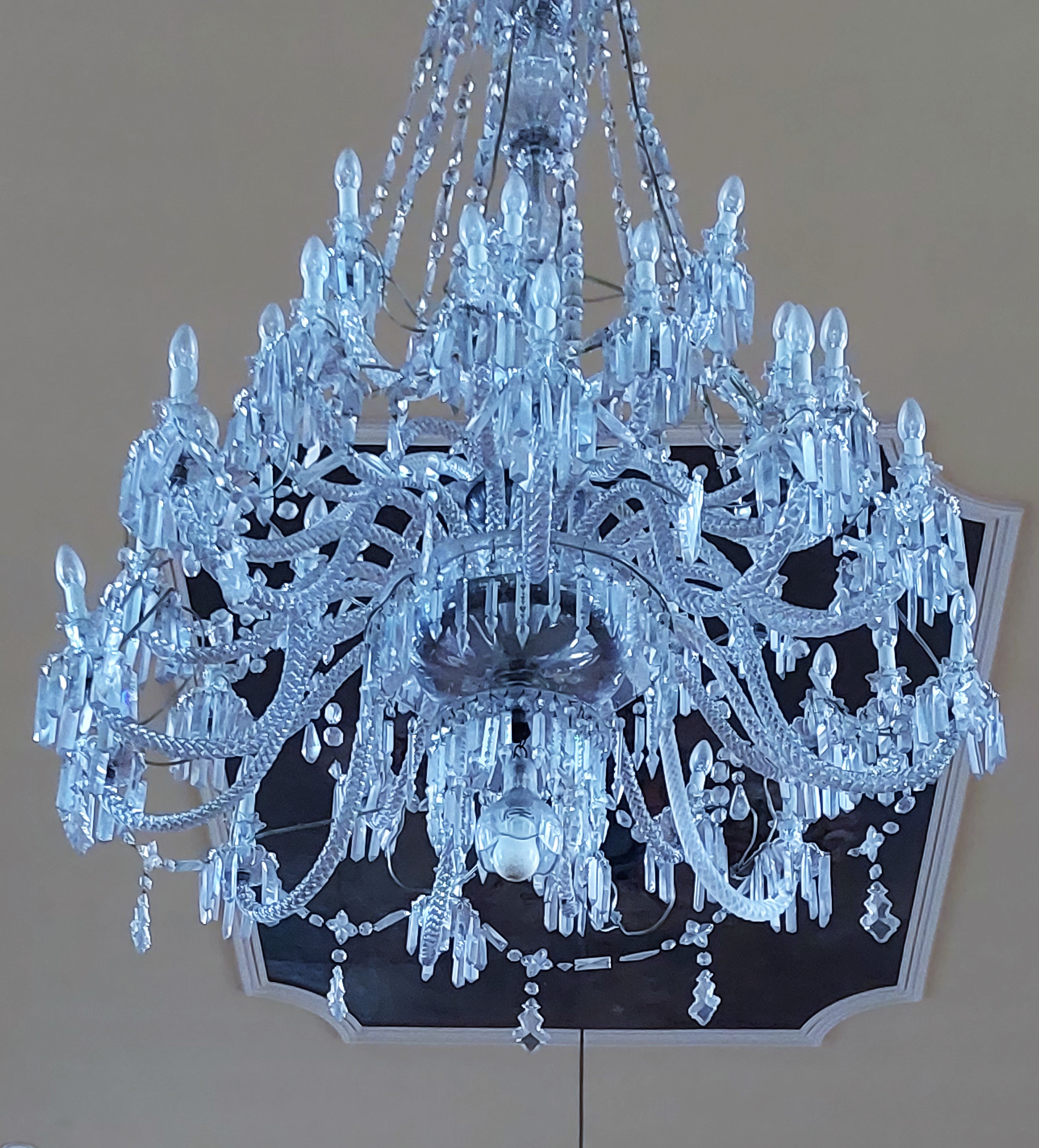
Lustres.

- Église de l'Assomption de la Vierge de Soucht (église paroissiale)[64], dédiée à l'Assomption de la Sainte Vierge, reconstruite en 1829, date portée deux fois ; a remplacé une chapelle construite pour les verriers en 1659 ; agrandie en 1668 ; remplacée en 1770,

Le mobilier de l'église :
statue de saint Hubert,
statue de la Vierge à l'Enfant,
statue de la Vierge de l'Immaculée Conception,
statue de saint évêque,
avec son autel en stuc (faux marbre) gris et orangé,
ses autels,
verrières hagiographiques,,
Orgue : buffet Verschneider (1852). Orgue Willy Meurer (1982),
son imposant chemin de croix,
et ses très beaux lustres en verre.
- Presbytère, construit en 1732, date portée, entièrement rénové, est une donation du duc de Lorraine Stanislas Leszczyński.
- Grotte de Lourdes[75],[76].
- Calvaire (lieu-dit Oligmuehle)[77],[78], fin XVIIe ou début XIXe, en bordure de la route de Montbronn[60].
- Croix monumentales, croix de chemin, croix de cimetière.
- Monument aux morts[79] : conflits commémorés : guerres 1914-1918 - 1939-1945.

Autres patrimoines :
- Gare de Soucht (rue des Verriers), bâtiment construit en 1897 par la Direction générale impériale des chemins de fer d'Alsace-Lorraine (EL)[37], fermée en 1973 et désaffectée en 1978[38]. Devenue une habitation privée.
- Moulin à farine, Paulusmuehle, Aneckersmuehle ou Stockhofer Muehle[80] sur le Muehlgraben construit en 1793 (date portée par le linteau de la porte piétonne) sur l'ancien ban d'Eidenheim ou Andernheim. Millésime ajouté en 1851 (date portée par ce même linteau), à l'époque à laquelle la façade a été reconstruite. Bâtiment ajouté en 1895 (date portée par le linteau de la porte piétonne), de l'autre côté du bief à l'abandon.
- Musée du Sabotier[81].
- Borne de 1767[82].
- Fontaine rue de Montbronn.

### Patrimoine naturel
- Le circuit des Rochers, avec le Deiwelfelsen, le Kammerfelsen, le Heidenfelsen, le Jaegerfelsen et le Stratzelfelsen.
- Les Highland cattle, dans les parcs aménagés dans le cadre de la lutte contre les friches.
- Le ruisseau dit Speckbronnbach, Speckbronner Bach ou Suchter Bach.

### Patrimoine culturel
- Musée du Sabotier[83].

### Dialecte
Sur le plan culturel, la seconde moitié du XXe siècle se caractérise par la diffusion de la langue française dans le village et plus largement dans l'ensemble de la population alsacienne et mosellane. Depuis le traumatisme de l'occupation nazie de 1940-1945, la langue allemande et le dialecte francique sont en net recul même si le canton de Rohrbach comptait encore 80 à 90 % de locuteurs du francique lorrain en 1962.
Dans les conversations en français de Moselle germanophone, outre les spécificités de l'accent francique lorrain (non distinction entre le p et le b, le ch et le j, le d et le t), la syntaxe est fréquemment bousculée par celle de l'allemand. Parmi les autres tendances lourdes figurent l'inversion entre le prénom et le nom (Muller Michel), l'usage fréquent d'abréviations pour les noms de localités ('Bronn, Ench', Goetz', Meis', Stras'), et l'emprunt de mots à la langue francique rhénane (Bix, Flamm, Kirb, Schluck, Schnaps).

### Personnalités liées à la commune
- Michel Andres, né vers 1625 au Tyrol et décédé le 12 février 1696 à Walscheid, fut maître verrier et propriétaire de la verrerie de Soucht.

### Héraldique
| Blason de Soucht | Blason  | Écartelé au 1 et 4 d'or à la bande de gueules chargée de trois alérions d'argent, et au 2 de gueules au verre à pied d'or, et au 3 de gueules au sabot du même, sur le tout d'argent à une macle de sable gringolée de deux têtes de serpent, celle du chef penchée à dextre, celle de la pointe s'élevant à senestre. |
| Blason de Soucht | Détails | Le blason reprend les armes simples de Lorraine avec les armes de Bitche brochant sur le tout. Le verre à pied et le sabot rappellent les deux activités principales de la commune. Ce blason a été adopté en 1979 à la suite du 350e anniversaire de la création du village.                                          |